# Ooencyrtus hyalinipennis
Ooencyrtus hyalinipennis är en stekelart som först beskrevs av Alan Parkhurst Dodd 1917.  Ooencyrtus hyalinipennis ingår i släktet Ooencyrtus och familjen sköldlussteklar. Inga underarter finns listade i Catalogue of Life.